# Mesopolobus pseudofuscipes
Mesopolobus pseudofuscipes är en stekelart som beskrevs av Rosen 1958. Mesopolobus pseudofuscipes ingår i släktet Mesopolobus och familjen puppglanssteklar.
Artens utbredningsområde är:
- Österrike.
- Sverige.

Arten är reproducerande i Sverige. Inga underarter finns listade i Catalogue of Life.